# NGC 2651
NGC 2651 је спирална галаксија у сазвежђу Рак која се налази на NGC листи објеката дубоког неба.
Деклинација објекта је + 11° 46' 16" а ректасцензија 8h 43m 55,1s. Привидна величина (магнитуда) објекта NGC 2651 износи 14,5 а фотографска магнитуда 15,4. NGC 2651 је још познат и под ознакама CGCG 61-1, KARA 282, PGC 24521.